# نبرد پواتیه
نبرد پواتیه نبردی در جریان جنگ صدساله، بین نیروهای پادشاهی فرانسه به رهبری ژان دوم، پادشاه فرانسه و نیروهای پادشاهی انگلستان به رهبری ادوارد، ولیعهد انگلستان بود که در نزدیکی شهر پواتیه در غرب فرانسه به وقوع پیوست که با وجود برتری عددی سپاه فرانسه، در پی مرتکب شدن اشتباهات تاکتیکی به شکست سخت فرانسوی‌ها انجامید و پادشاه آن‌ها به اسارت دشمن درآمد. فیلیپ از سر غرور، به نیروهایش دستور حمله آزادانه و متهورانه به نیروهای دشمن را داد ولی انگلیسی‌ها با اتکا به کمانداران خود، این نیروها را درهم کوبیدند. در این نبرد هولناک، صدها شوالیهٔ فرانسوی قبل از رسیدن به دشمن با اصابت تیر کشته شدند. نبرد پواتیه از نظر بسیاری از مورخان نقطهٔ عطف استفاده از شوالیه بود زیرا باعث شد اهمیت سواران زره پوش کمتر و اهمیت پیاده‌نظام و کمانداران افزایش یابد.

## پیش‌زمینه
پس از مرگ فیلیپ چهارم، پادشاه فرانسه و سه پسر تاجدار او تا سال ۱۳۲۸ میلادی بدون برجای گذاشتن هیچ جانشین مذکری، ادوارد سوم، پادشاه شانزده‌ساله انگلستان به عنوان نوه دختری فیلیپ چهارم، در کنار دو برادرزاده فیلیپ چهارم، مدعی تاج‌وتخت فرانسه شدند. با وجود نسبت مستقیم و نزدیک‌تر ادوارد به خاندان سلطنتی فرانسه، فرانسوی‌ها که نمی‌خواستند پادشاه انگلستان، را پادشاه کشور خود کنند، با رد این ادعا، فیلیپ ششم، برادرزاده تنی فیلیپ چهارم را وارث حقیقی تاج‌وتخت فرانسه دانسته و از او به عنوان نخستین پادشاه دودمان والوآ پشتیبانی کردند. با این حال تلاش انگلیسی‌ها برای گسترش قلمروی خود در خاک فرانسه و فشار فرانسوی‌ها برای باز پس گرفتن اراضی تحت سلطه پادشاه انگلستان، موجب بروز درگیری‌های دامنه‌داری بین طرفین شد. فیلیپ ششم در نهایت سال ۱۳۳۷ میلادی، این اراضی را مصادره شده خواند تا ادوارد سوم در پاسخ خود را پادشاه راستین فرانسه بنامد و آماده جنگ شود. بدین صورت درگیری بین دو خاندان سلطنتی والوآ در فرانسه و پلانتاژنه در انگلستان شعله جنگ صدساله بین دو کشور را برافروخت.

## ورود شاهزاده ادوارد به فرانسه
پس از تهاجم نخست انگلیسی‌ها به خاک فرانسه که با پیروزی‌هایی (مخصوصا در نبرد سلویس و نبرد کرسی) برای ادوارد همراه بود، دو طرف تحت فشار پاپ و خزانه‌های خالی، وارد مذاکره برای یک صلح دائمی شدند. به هر حال فرانسوی‌ها حاضر به پذیرش صلحی که کاملاً به نفع انگلیسی‌ها بود، نبودند. بدین ترتیب پس از چهار سال ترک مخاصمه درگیری‌ها از سر گرفته شد. ادوارد فرانسوی‌ها را به پیمان‌شکنی متهم و با راضی نمودن مجلس، نیروهای انگلستان را بهار و تابستان سال ۱۳۵۵ میلادی دوباره بسیج کرد. دو نیرو یکی تحت امر پسر و ولیعهدش ادوارد با مقصد بوردو و دیگری به فرماندهی هنری، دوک لنکستر به مقصد نورماندی، راهی فرانسه شدند. شاهزاده ادوارد با شرایط مساعد دریا در عرض سه یا چهار روز به بوردو رسید. او با خود هزار سوار، دوهزار تیرانداز و مقدار زیادی پیاده‌نظام ولزی همراه داشت. با پیوستن شماری از نیروهای محلی در گاسکون به آن‌ها توان شاهزاده به ۹ هزار نفر بالغ می‌شد. مأموریت این نیروها نه تسخیر بلکه تاراج اراضی تا شعاع ۴۰۰ کیلومتری تا ناربون بود تا حاکمان محلی را پیوستن به ژان بازدارد و به عایدی اقتصادی آن از این منطقه ضربه بزند. انگلیسی‌ها در طی ماه‌های اکتبر و نوامبر سال ۱۳۵۵ میلادی آبادی‌ها و شهرهای فراوانی را در جنوب‌غربی فرانسه به آتش کشیدند. آن‌ها با گذشتن از کنار تولوز، کارکاسون و ناربون را غارت کردند. شاهزاده ادوارد حتی چند بار درخواست شهرها برای در امان ماندن در قبال پرداخت پول را رد کرد. تا بدین زمان هیچ مقاومت سازمان‌یافته‌ای از سوی فرانسوی‌ها صورت نگرفت. نارضایتی حاکمان محلی از جمله کنت‌نشین فوآ از دستگاه سلطنت فرانسه و درگیری داخلی بین آن‌ها، از عوامل مؤثر این مسئله بود. شاهزاده ادوارد با فرارسیدن زمستان با غنائم بسیار به پایگاه خود در بوردو بازگشت.
در همین حال شرایط نامساعد دریا اجازه شروع به حرکت دیگر نیروی انگلیسی به مقصد نورماندی تا اواخر ماه اکتبر را نداد؛ زمانی که دیگر موسم لشکرکشی به پایان رسیده بود. به هر صورت دوک لنکستر در همراهی با شاه ادوارد، به جای شربورگ در نورماندی، روز ۲ نوامبر وارد کاله شد. او با نیرویی بالغ بر ۱۰ هزار نفر راه نبرد با ژان را در پیش گرفت و در مسیر مناطق پا-دو-کاله، آرتوآ و پیکاردی را غارت کرد. در طرف مقابل ژان نیز با اعلام بسیج عمومی ماه مه تمامی مردان هجده تا شصت ساله را به خدمت نظامی فراخواند. به هر صورت این فرایند زمان‌بر بود و نارضایتی اشراف از آن را تشدید می‌کرد. بدین شکل نیرویی که ژان در ماه نوامبر برای مقابله به شمال گسیل کرد هنوز کامل نبود. این نیرو روز ۱۱ نوامبر به سن اومر در پا-دو-کاله رسید و با انگلیسی‌ها برخورد کرد اما درگیری پدید نیامد. فرانسوی‌ها سیاست زمین سوخته را در پیش گرفته و با قربانی کردن جمعیت محلی، هرگونه تدارکات در دسترس را سوزانده یا با خود برداشتند تا آن را از دشمن دریغ کنند. با وجود این که تاکتیک زمین سوخته زمستان سختی را بر مردم تحمیل کرد اما دشمنان انگلیسی را وادار به عقب‌نشینی به سمت دریا نمود. ادوارد تنها پس از ده روز از ورود به فرانسه، با اطلاع از تهدیدی که با تحریک فرانسوی‌ها از جانب اسکاتلندی‌ها متوجه انگلستان شده بود، به سرزمین خود بازگشت.

## اقدامات ژان دوم و تقابل مجدد
ژان برای تأمین مخارج نیروهایش بزرگان سه طبقه اجتماعی را ماه دسامبر سال ۱۳۵۵ میلادی در پاریس گردآورد. شورا پذیرفت ۳۰ هزار نیروی زبده برای یک سال، با خرج حدود پنج میلیون لیور، در اختیار پادشاه قرار دهد؛ به این شرط که مخارج نه توسط خزانه او، بلکه زیر نظر کمیته‌ای از سه طبقه مصرف شود. این مخارج با دریافت مالیات از اعضای هر سه طبقه و همچنین بستن مالیات بر نمک تأمین می‌شد. نیروهای انگلیسی ماه ژوئیه سال ۱۳۵۶ میلادی در شربورگ پیاده شدند. نیروهای انگلیسی تحت فرمان دوک لنکستر به طرف برتانی رفتند و همزمان شاهزاده ادوارد با دریافت نیروی کمکی، با هشت هزار نفر حملات خود از بوردو را این به سمت شمال از سر گرفت. قصد این نیرو اتصال به یکدیگر و وارد آوردن خسارت بیشتر به اراضی فرانسه بود. شاهزاده ادوارد، ضمن غارت هر آنچه در مسیر بود، اوایل ماه سپتامبر سال ۱۳۵۶ میلادی به رود لوآر در قلب فرانسه رسید. با مشاهده پل‌های منهدم‌شده، انگلیسی‌ها به سمت تور در غرب چرخش کردند. با اطلاع از نزدیک شدن یک سپاه بزرگ فرانسوی به سمت آن‌ها شاهزاده ادوارد پس از چهار روز، بدون منتظر ماندن برای اتصال به نیروی دوک لنکستر، رو به جنوب کرد تا به مواضع امن خود در بوردو بازگردد. فرسودگی وارد آمده به نیروهای شاهزاده ادوارد سبب بی‌میلی او بر درگیری با دشمن شد.
ژان در ابتدا به سمت نیروی دوک لنکستر رفت و پس از سد کردن مسیر آن، متوجه تهدید شاهزاده ادوارد در جنوب شد. اعلام بسیج، با همکاری اشراف، نیروی زیادی را از سرتاسر فرانسه برای ژان در شارتر گرد آورد. چهار پسر ژان، ۲۶ کنت و دوک، بیش از ۳۰۰ بارون و تقریباً تمامی حاکمان خردتر جزو همراهان پادشاه بودند. این بزرگ‌ترین سپاه فرانسه در این سده به حساب می‌آمد. اختلاف نظر فراوانی در ارتباط با شمار قوای این سپاه وجود دارد. با وجود نقل اعدادی تا ۸۰ هزار نفر، به نظر می‌رسد چیزی حدود ۱۶ هزار نفر بوده‌است. به هر صورت این نیرو متشکل از پرچم حاکمان ریز و درشت مختلف، از انسجام چندانی برخوردار نبود.
بین روزهای ۸ تا ۱۳ سپتامبر سال ۱۳۵۶ میلادی، سپاه ژان با گذر از رود لوآر در اورلئان، بلوآ و چند نقطه دیگر، انگلیسی‌ها را به طرف جنوب تعقیب کرد. فرانسوی‌ها در تلاش بودند با رساندن خود به پواتیه، دشمن را دور بزنند و مسیر عقب‌نشینی آن را قطع کنند. در این هنگام پاپ با اعزام دو کاردینال به نزد شاهزاده ادوارد به دنبال پایان دادن به درگیری بود. با این حال شاهزاده که روز ۱۲ سپتامبر در مونبازون در چند کیلومتری جنوب تور بود، در این زمان با اطمینان از توان خود، مذاکره برای مصالحه را رد کرد. حرکت دو سپاه بدون برخورد با یکدیگر چهار روز دیگر به سمت جنوب ادامه یافت و فاصله به مرور کمتر شد. در نهایت نخستین برخورد دو طرف روز ۱۷ سپتامبر در چند کیلومتری غرب پوآتیه به وقوع پیوست. در این حادثه گروهی از سواران فرانسوی به رهبری رائول دو کوسی، با مشاهده یک یگان شناسایی انگلیسی، به ابتکار خود دست به یورش زدند. در ابتدا تحت فشار این حمله انگلیسی‌ها عقب نشستند. به هر صورت با سازمان مجدد، انگلیسی‌ها غالب این درگیری گشتند. تعدادی از فرانسوی‌ها کشته شدند و رائول به اسارت درآمد.

## میانجیگری کلیسا و مذاکره برای صلح
بدین شکل انگلیسی‌ها صبح روز ۱۸ سپتامبر مجبور به چرخش و رو در رو شدن با دشمن شدند. آن‌ها موضع مناسبی برای نبرد بر فراز یک زمین شیب‌دار پوشیده از درخت در سه کیلومتری جنوب شرقی پواتیه برگزیدند. در این حال یکی از کاردینال‌ها پادشاه فرانسه را که مطمئن از پیروزی بود، بر خلاف نظر فرماندهان ارشد، راضی به اجتناب از نبرد در روز مقدس یکشنبه کرد تا فرصت بیشتری برای میانجیگری فراهم آید. در پی مذاکره کاردینال‌ها با او، شاهزاده ادوارد که هم‌اینک در اطمینان خود از پیروزی متزلزل شده بود، جهت حفظ حیثیت خود، پیشنهاد ترک مخاصمه برای هفت سال و بازگردانده شدن تمامی اراضی اشغال‌شده اخیر به فرانسه را ارائه کرد. این پیشنهادها نشان‌گر وضعیت ناچار انگلیسی‌ها بود که دچار کمبود آب بودند. ژان مغرور از اطمینان از پیروزی، پذیرش پیشنهاد انگلیسی‌ها را به تسلیم شدن شاهزاده ادوارد و ۱۰۰ تن از شوالیه‌های او به عنوان اسیر منوط کرد. در این حال، انگلیسی‌ها به بهره‌گیری از تأخیر پیش‌آمده مواضع خود را بهبود بخشیده و موانعی ایجاد نمودند. با رد درخواست ژان توسط شاهزاده ادوارد، فرانسوی‌ها شروع به برنامه‌ریزی برای نبرد کردند. نمایندگان پاپ در تلاش بودند آغاز درگیری را دست کم تا کریسمس به تعویق بیندازند.

## آماده‌سازی و طرح‌ریزی
ژان دو کلرمون، مارشال ارتش فرانسه به ژان توصیه کرد به جای حمله مستقیم به مواضع آماده آن‌ها، حلقه‌ای از محاصره حول دشمن ایجاد کند. این پیشنهاد که مغایر اصول شوالیه‌گری به حساب می‌آمد، رد شد. فرانسوی تصمیم به تهاجم به صورت پیاده گرفتند. خود ژان و بسیاری از شوالیه‌های او نیز پیاده وارد میدان شد. گفته می‌شود هدف از این تصمیم جلوگیری از عمل مستقلانه و اقدام به گریز در میان نیروهای متفرق سپاه فرانسه بود. به هر جهت با توجه به شرایط جغرافیایی منطقه، از جمله پوشش جنگی و مردابی، امکان استفاده مؤثر از سواره‌نظام وجود نداشت. با این حال شکستن خط به ۳۰۰ سوار زبده با شمول هر سه مقام ارشد ارتش، محول شد. سپیده دم روز بعد، ۱۹ سپتامبر، فرانسوی‌ها طبق معمول نیروی خود را به سه گردان تقسیم و آن‌ها را به عنوان سه مرحله شوک پشت سر یکدیگر ردیف کردند. شارل، ولیعهد نوزده ساله فرانسه که تجربه هیچ جنگی را از پیش نداشت، فرمانده نمادین گردان پیشین بود. فیلیپ، برادر بیست ساله ژان با شرایط مشابه، فرماندهی گردان دوم را بر عهده داشت. خود پادشاه فرانسه هم سومین گردان را فرماندهی می‌کرد. نوزده تن از همراهان ژان زره و لباسی عیناً همانند او بر تن داشتند تا امکان شناسایی پادشاه را از بین ببرند: چرا که یدون شک در نبردی که فرمانروا در آن حاضر بود دشمن بیشترین تلاش خود را صورت می‌داد تا او را اسیر کند. ژوفروآ دو شارنی، ملقب به «شوالیه کامل»، به عنوان پرچم‌دار پادشاه فرانسه برگزیده شد.
انگلیسی‌ها دو گردان خود را در جلو و یکی را پشت سر آن‌ها قرار دادند. تیراندازان در آرایش دندانه‌ای بین این گردان‌ها تقسیم شدند. ارل‌های وارویک و سالیزبوری، آکسفورد و سافولک دو گردان پیشین و شاهزاده ادوارد و جان شاندوس گردان پسین را فرماندهی می‌کردند. چهارصد نفر هم در جایگاه ذخیره بودند. انگلیسی‌ها از مزیت موضع جغرافیایی و سپاهی بسیار منسجم متشکل از افرادی دست‌چین شده، باتجربه، آموزش‌دیده و با سازمانی بهتر، برخوردار بودند. به هر صورت حتی در این شرایط، شاهزاده ادوارد فرمان به حرکت به سمت بوردو داد. با مشاهده تحرکات کاروان تدارکات انگلیسی‌ها، به تصور گریز دشمن، [[آرنو دو درهم||، مارشال ارتش فرانسه دستور به آغاز حمله داد. در این حال مارشال کلرمون همچنان معتقد به ایجاد محاصره بود و این مسئله موجب بروز درگیری لفظی بین دو مارشال شد.

## آغاز حمله فرانسوی‌ها
در حالی که اختلاف نظر شدیدی بین فرماندهان سپاه فرانسه ایجاد شده بود، سواران طلایه‌دار حمله خود را آغاز کردند. با مشاهده آغاز یورش فرانسوی‌ها، حرکت انگلیسی‌ها برای خروج از میدان نبرد متوقف شد و شاهزاده ادوارد شوالیه‌های خود را ترغیب به نبرد نمود. سواران فرانسوی زیر باران تیر کمانداران دشمن که مواضع محافظت شده تیراندازی می‌کردند، متحمل تلفات سنگین شدند. اساس دستور صریح فرماندهی، کمانداران انگلیسی قسمت‌های بدون زره اسب‌های شوالیه‌های دشمن را هدف می‌گرفتند. بدین شکل شوالیه‌ها با کوفته شدن بر زمین، زیر پاهای سواران دیگر پایمال می‌شدند. در درگیری متعاقب تن به تن مارشال کلرمون و فرمانده ارتش فرانسه کشته شدند و آرنو دو درهم به اسارت درآمد. بیشتر دیگر شوالیه‌های فرانسوی هم جان باختند یا اسیر شدند.

## حمله دوم
در همین حین گردان پیاده ولیعهد فرانسه در حال ورود به میدان نبرد بود. شارل در خطوط پیشین نیرو دو برادر کوچک‌تر خود لوئی و ژان را نیز همراه داشت. درگیری شدیدی بین این گردان و انگلیسی‌ها پدید آمد. به هر صورت با ضعف در فرماندهی، این یگان فرانسوی شروع به عقب‌نشینی کرد. با وجود به غنیمت درآمدن پرچم ولیعهد فرانسه، احتمالاً به جهت حفظ جان پسران پادشاه، بیشتر نفرات گردان قادر به گریز شدند. در برخورد با نیروهای در حال عقب‌نشینی ولیعهد، فیلیپ، فرمانده گردان بعدی نیز در حالی که شاید می‌توانست با نیروهای تازه‌نفس خود فشار بر دشمن را حفظ کند و ورق را برگرداند، تصمیم به بازگشت به سمت شهر پواتیه بدون درگیری گرفت. در فرصت این تأخیر ایجاد شده، کمانداران انگلیسی تیرهای به پایان رسیده خود را مجدداً از تن کشته‌ها و زخمی‌ها جمع‌آوری کردند.

## حمله سوم
ژان در مواجهه با فاجعه در حال رقم خوردن، دستور به پیشروی گردان خود داد. فیلیپ، دیگر پسر کوچک‌تر پادشاه در کنار او بود. این گردان برزرگ‌تر از دو گردان دیگر در برخورد با دشمن درگیری شدیدی را پدیدآورد. تا بدین زمان هفت ساعت از آغاز نبرد گذشته بود.

## اسارت ژان
شاهزاده ادوارد به توصیه جان شاندوس، دستور به حمله گروهی از سواران خود به از پشت سر به سمت پرچم پادشاه فرانسه داد درحالیکه خود با سواران ذخیره و مابقی گردان به شکل مستقیم حمله‌ای ترتیب داد. شوالیه‌های فرانسوی زیر حملات دشمن از دو سو نبرد جانانه‌ای کردند. در این حین ژوفروآ دو شانتی، پرچم‌دار پادشاه فرانسه در حالی که همچنان پرچم را در دست داشت، کشته شد. حلقه محافظان ژان، درحالی که تعدادی از آن‌ها به شدت زخمی شده بودند، همچنان مقاومت شدیدی از خود نشان می‌دادند. به هر صورت در همین هنگام دونی دو موربک، شوالیه تبعیدی فرانسوی که در خدمت انگلیسی‌ها بود، به پادشاه فرانسه نزدیک شد و از خواست تسلیم شود. ژان ناچار دستکش‌های خود را به این شوالیه داد و خود را تسلیم کرد. با تسلیم شدن پادشاه، مابقی شوالیه‌های فرانسوی نیز دست از نبرد کشیدند. به هر صورت علاوه بر ژان، یک اسقف اعظم، ۱۳ کنت، ۵ ویکونت، ۲۱ بارون و حدود دو هزار شوالیه، ملازمان آن‌ها یا اشراف‌زادگان دیگر فرانسوی اسیر انگلیسی‌ها شدند. آن‌هایی که می‌توانست، جهت اجتناب از اسارت، به سمت به پواتیه گریختند. برخی انگلیسی‌ها به طمع اسیر کردن آن‌ها و رسیدن به فدیه، با دیوارهای شهر تعقیبشان کردند که با چرخش فرانسوی‌ها خود به اسارت درآمدند. بسیار از اسرای فرانسوی با سپردن وعده پرداخت فدیه پیش از کریسمس آزاد شدند.

## تلفات
در باب تلفات اختلاف نظر زیادی وجود دارد. بیش از ۲۴۰۰ اشراف‌زاده در این نبردگاه کشته شدند. به هر صورت شمار بالای اسرای فرانسوی اثر گران‌تری نسبت به کشته‌ها بر شرافت آن‌ها گذاشت.